# Hôtel de Puymule
L'hôtel de Puymule est un monument historique situé à Saint-Céré dans le Lot (région Occitanie).

## Historique
L'hôtel a été construit par une famille de la noblesse locale dans la seconde moitié du XVe siècle.
L'hôtel a le nom d'un consul de Saint-Céré pendant le règne de Louis XIV, Jacques de Puymule. On trouve Jacques de Puymule, premier consul de Saint-Céré, présent aux États de Turenne, en 1722,. Sa famille possédait un manoir à Puymule situé près de Saint-Michel-Loubéjou. Un petit bâtiment du XVIIIe siècle avec une génoise s'appuie sur le côté droit du bâtiment médiéval.
L'édifice a été inscrit au titre des monuments historiques le 6 avril 1929.

## Description
L'hôtel médiéval se compose d’un corps de logis de deux étages et d’une tour d’escalier circulaire de quatre niveaux.
La tour est ornée d’une porte ouverte sous un bel arc en accolade. L'escalier à vis est éclairé par des baies aux linteaux en double accolade.
L'étroite façade du corps de logis comporte trois larges ouvertures. On trouve au rez-de-chaussée un large linteau sculpté d'un arc en accolade du XIXe siècle. Les deux fenêtres situées au-dessus datent de la construction primitive mais elles ont perdu leurs meneaux.
Chaque niveau du corps de logis comprend à chaque niveau deux pièces contre la façade et une grande pièce tournée vers la cour.